# Deutsche Rodelmeisterschaften 1925
Die 9. Deutschen Rodelmeisterschaften 1925 fanden am 1. März 1925 am Triberg bei Titisee statt. Sie wurden vom Deutschen Rodelbund und dem Wintersportverein Titisee veranstaltet und durchgeführt.
Ursprünglich wurden die Meisterschaften für den 28. Dezember 1924 auf einer Strecke von 1340 m mit einem Gefälle von 191 m ausgeschrieben. Witterungsbedingt mussten die Wettkämpfe verschoben werden und standen auch am 1. März auf der Kippe, da die Temperatur auf −7 °C fiel, konnten sie schließlich ab 7:00 Uhr morgens ausgetragen werden. Die neu errichtete vereiste Kunstbahn mit einer Länge von 1400 m wies keine überhöhte Kurven, aber lange Geraden auf. Die schnellsten Teilnehmer erreichten auf der Zielgeraden eine Geschwindigkeit bis zu 65 km/h. 

## Einsitzer Frauen
| Platz | Rodler         | Ort/Verein                   | Gesamtzeit |
| ----- | -------------- | ---------------------------- | ---------- |
| 1     | Grete Keßler   | Anninger Rodelverein Mödling | 1:43,0 min |
| 2     | Ina Langer     | Anninger Rodelverein Mödling | 1:43,7 min |
| 3     | Minna Ott      | Triberg                      | 1:49,7 min |
| ?     | Hedwig Schmidt | Oybin                        | 1:49,? min |

Der Wettbewerb im Frauenrodeln wurde von Teilnehmerinnen aus Österreich dominiert. Die Vorjahresmeisterin Hedwig Schmidt hatte mehr als sechs Sekunden Rückstand. Es war Keßlers erster und einziger nationaler Titel, die beiden anderen Medaillengewinnerinnen konnten den Titel nie gewinnen.

## Einsitzer Männer
| Platz | Rodler           | Ort/Verein  | Gesamtzeit  |
| ----- | ---------------- | ----------- | ----------- |
| 1     | Willi Händler    | Brückenberg | 1:32,17 min |
| 2     | Robert Liebig    | Krummhübel  | 1:32,18 min |
| 3     | Georg Seebacher  | Oberaudorf  | 1:33,17 min |
| 4     | Ferdinand Langer | Mödling     | 1:35,11 min |
| 5     | Heinrich Breiter | Brückenberg | ? min       |

Am Start waren 30 Rodler. Das Rennen war äußerst knapp, Sieger und Zweitplatzierten trennten nur eine Zehntelsekunde. Vorjahresmeister Heinrich Breiter wurde Fünfter. Willi Händler, der 1923 in Krummhübel schon Vizemeister hinter Arthur Strasser war, wurde noch einmal, 1927 auf der Kunstbahn in Hahnenklee-Bockswiese, Meister. Georg Seebacher hatte 1922 bei den Deutschen Kampfspielen den Rodeltitel gewonnen. Vizemeister Robert Liebig gewann den Titel 1927 auf der Naturbahn sowie noch ein zweites Mal 1928.

## Doppelsitzer
| Platz | Rodler                          | Ort/Verein               | Gesamtzeit  |
| ----- | ------------------------------- | ------------------------ | ----------- |
| 1     | Willi Händler Robert Liebig     | Brückenberg Schreiberhau | 1:32,15 min |
| 2     | Ferdinand Langer Theodor Potyka | Mödling                  | 1:35,04 min |
| 3     | Schüßler Kast                   |                          | 1:45,07 min |

Willi Händler und Robert Liebig sollten im folgenden Jahr in Schreiberhau erneut einen Meistertitel, allerdings auf einer Naturbahn, erringen, Händler zudem noch einmal 1927 in Hahnenklee-Bockswiese mit Gustav Haase, 1934 in Krummhübel mit Heinrich Breiter sowie 1935 noch einmal in Schreiberhau mit Martin Tietze. Ferdinand Langer und Theodor Potyka hatten den Titel schon 1922 einmal gewonnen und waren 1925/26 bei drei deutschen Meisterschaften (auf Kunst- und Naturbahnen) nacheinander Vizemeister. Mit dem Sieg auch im Einzel war Händler zudem Doppelmeister des Jahres, Liebig Meister im Doppel und Vizemeister im Einsitzer.